# Кулик, Олег Борисович
Оле́г Бори́сович Кули́к (род. 15 апреля 1961, Киев) — советский и российский художник, перфомансист, представитель «московского акционизма». Наиболее известен противоречивыми художественными выступлениями, в которых вёл себя как собака.

## Биография
Окончил Государственное художественное училище имени Шевченко (1979) и Киевский геологоразведочный техникум (1982). С 1986 года живёт и работает в Москве. Как скульптор начал работать под влиянием Александра Архипенко, позже выработал собственный стиль.
По окончании техникума участвовал в геологоразведочных экспедициях на Камчатке и севере Тюменской области.
В начале 1980-х годов принял решение радикально отказаться от городской культуры и поселился в деревне Конопаты Селижаровского района Тверской области. Идея поселиться и стать писателем возникла у него после того, как он переночевал на могиле Анны Керн в Торжке.
Живя в одиночку в Конопатах, работал на селижаровском льнозаводе, где добывал мышей для своей кошки из снопов льна, которые нужно было раздербанивать вручную перед тем как отправить их в сушилку.
Однажды[когда?] в Конопаты пришли Галина и Андрей Пантуевы, которые считали себя народниками и искали интересных людей среди деревенского населения. Позже они познакомили Олега Кулика с семейной парой: литературным критиком Людмилой Бредихиной и учёным-филологом Сергеем Николаевым, которые работали преподавателями в сельской школе деревни Дубровки.
Людмила Бредихина переубедила Кулика заниматься литературой. Олег стал заниматься изобразительным искусством.
В первой половине восьмидесятых годов Кулик делал бронзовые скульптуры в духе Архипенко.
1984—1986 служил в рядах Советской Армии (Краснознамённая Таманская дивизия).
По окончании службы Олег Кулик женился на Людмиле Бредихиной.
В конце восьмидесятых Кулик делал прозрачные работы из плексигласа, отсылающие к творчеству конструктивиста Наума Габо. Людмила Бредихина и Олег Кулик разработали концепцию прозрачности. В 1993 году был подготовлен каталог в котором были собраны работы художников работающих в этом направлении и ряд теоретических текстов, однако он так и не был издан. Макет каталога также был утерян.
В девяностые годы Олег Кулик был фанатичным поклонником Птичьего рынка в Калитниках на котором проводил много времени, фотографируя и снимая на видео живой товар.
На групповой выставке в Стокгольме в 1996 году выступал в галерее, прикованный цепью рядом с табличкой «опасно». Международный скандал разразился, когда он не только напал на представителей общественности, которые решили проигнорировать знак, в одном случае укусив мужчину, но и атаковал другие произведения искусства на выставке, частично разрушив некоторые работы других художников. Кулик посчитал это оправданным поступком, так как к его перформансу была прикреплена предупреждающая табличка, которую люди решили проигнорировать, объяснив это тем, что его намерением было выразить своё недовольство текущим культурным кризисом через яростный гнев собаки. Этот инцидент вдохновил режиссёра Рубена Эстлунда на сцену в фильме 2017 года «Квадрат», где актёр Терри Нотари играет перформансиста, имитирующего обезьяну.
В 1998 году в личном разговоре с художником Олегом Мавроматти сказал, что их с Бредихиной бульдог Квилти умеет разговаривать на русском языке. Эта собака использовалась в качестве модели для многих работ Олега Кулика.
Постоянный участник ведущих мировых выставок (Венецианская Биеннале, Стамбульская Биеннале и Биеннале в Сан-Паулу, выставки в Париже и Вене, Барселоне и Киото, Нью-Йорке и Кёльне, «Арт-Москва»). Летом 2010 года стал куратором фестиваля «Архстояние» — единственным приглашённым куратором за всю историю фестиваля.
Автор идеи проекта «Апокалипсис и возрождение в Шоколадном доме» (кураторы Константин Дорошенко, Анастасия Шавлохова, Киев, 2012). Проработав всего 15 дней, выставка подверглась цензуре: часть работ были повреждены, часть — демонтированы по инициативе дирекции музея. В ответ кураторы приняли решение закрыть выставку.
Известен своими перформансами, в которых представал в образе «человека-собаки», и инсталляцией «Теннисистка» (2002).
В 2022 году Кулик подвергся допросу в Следственном комитете РФ и по делу о «реабилитацию нацизма» после того, как его скульптурная работа 2015 года «Большая мать» была показана на выставке «Арт Москва». Политики утверждали, что работа высмеивает памятник солдатам Сталинграда «Родина-мать зовёт!». Кулик заявил: «Если бы я мог представить себе хотя бы 10 % тех интерпретаций, которые сейчас делаются в отношении моей работы, я бы не только не стал её показывать, но даже не стал бы её начинать», с его слов работа была вдохновлена «болезненным восстановлением после травмы, связанной с расставанием с любимой женой».

## «Бомбилы», «Война» и другие последователи Олега Кулика
В феврале 2007 года в подвальной мастерской Олега Кулика в Подмосковном переулке (студии на Свободе) произошло основание арт-группы «Война». Кулик говорил об арт-группе «Война»: «Это мои ученики. Я ими горжусь и восхищаюсь».
Олег «Вор» Воротников и Наталья «Коза» Сокол жили в ней с июля 2007 по февраль 2008. В мастерской происходили сходы активистов арт-групп «Бомбилы» и «Война», обсуждались акции группы, тренинги и репетиции таких акций «Войны», как «Мордовский час», «Пир», «План Путина», «Ебись за наследника Медвежонка», проходили в этом подвале. «Бомбилы» готовили в подвале «Автопробег несогласных», «Белую линию», «Мы не знаем чего хотим», «Не бойся правды (НБП)», «Порка», «Избиение Фемиды».
Один из знакомых художников Олега Кулика, Нестор Поварнин, работал в административной группе Олега вместе с его секретарями, и по дружбе помогал Олегу по хозяйству. «Бомбил» и «Войну» сторонился, приезжал в студию только по делу. Арт-группа «Война» тоже помогала Кулику (перевозка картин, каталогов, участие в подготовке выставок), но только когда их об этом просили через пасынка Олега, участника арт-группы «Бомбилы» Антона Николаева. Кулик вообще очень мало общался с «Войной». Периодически давал какие-то поручения Петру Верзилову, Олега же Воротникова избегал, считал, что он приспособленец, чересчур амбициозный и у него сложный характер. Однако Кулик считал их талантливыми ребятами и не возражал, чтобы они жили в его студии, с большим интересом относился к их творчеству даже когда они ещё не были известны. Также в распоряжение Олега и Наташи на три года была предоставлена однокомнатная квартира в Люберцах, принадлежавшая семье Кулика.
Олег Воротников любил подтрунивать над Нестором, и за глаза часто высмеивал его, называл ключником. В лицо Воротников молчал, гримасничал, отводил взгляд. Однажды Антон Николаев попытался защитить Нестора, мотивируя это тем, что Поварнин рисует лучше его. Воротников почему-то ужасно обиделся, ушёл в другую комнату и долго чего-то рисовал. Сохранились две работы созданные в тот вечер: «Воротников лучше чем Нестор» и «А.Николаев — баран»..

## Персональные выставки (избранное)
- 2013 — «Рамы», галерея Риджина, Москва.
- 2012 — Вглубь России. Галерея Риджина, Лондон, Великобритания
- 2011 — Персональная выставка. Галерея Татьяны Мироновой, Киев, Украина
- 2011 — Композиция 911. Мультимедиа Арт Музей, Москва, Россия
- 2011 — Русское. Primadellabiennale, 18Diviasulis, Кальяри, Италия
- 2011 — Вечерня Богородице. По постановке «Вечерня Богородице» (муз. Клаудио Монтеверди) в театре Шатле. 54-я Биеннале в Венеции. Видео-инсталляция. Scuola Grande di San Rocco, Венеция, Италия
- 2011 — Мессия / Гендель (в оркестровке Моцарта). Режиссёр-постановщик, художник по видео и костюмам. Театр Шатле, Париж, Франция
- 2010 — Вглубь России. Галерея Pack. Милан, Италия
- 2009 — Москва. ЦУМ. Пространственная литургия № 3. ЦУМ. Москва, Россия
- 2009 — Вечерня Деве Марии, 1610 / К.Монтеверди. Режиссёр-постановщик. Театр Шатле. Париж, Франция
- 2008 — Новая Проповедь. Фото и Видео перформансов 1993—2003. Rabouan-Moussion Gallery. Париж, Франция
- 2007 — OLEGKULIK. Хроника 1987—2007. Ретроспективная выставка. ЦДХ. Москва, Россия
- 2005 — Гобитест (Зима). Галерея XL. Москва, Россия
- 2004 —Фрагменты (в рамках Фотобиеннале 2004). Арт-галерея З. Церетели. Москва, Россия
- 2003 — Лозунги. Галерея РИДЖИНА. Москва, Россия
- 2003 — Космонавт (проект Музей). Однодневная выставка. Государственный Музей архитектуры. Москва, Россия
- 2003 — Олег Кулик, CCA, Naples.
- 2002 — Музей. Галерея XL. Москва, Россия
- 2001 — Deep into Russia", S.M.A.K, Гент.
- 2001 — «Kuliks», Ikon Gallery, Бирмингем.
- 2001 — «Архитектурные излишества». Галерея М. Гельмана. Москва, Россия
- 2001 — «Oleg Kulik Art Animal». Ikon Gallery. Бирмингем, Великобритания
- 1999 — «Lolita vs. Alica», Galerie Raboun-Moussion, Париж.
- 1998 — Oleg Kulik, Galerie Rabouan-Moussion, Париж.
- 1998 — «Красная комната», Галерея XL, Москва.
- 1997 — «Семья будущего», Галерея М. Гельмана,Галерея XL, Москва.
- 1997 — «Сторожевой пёс», Галерея М. Гельмана, Москва.
- 1995 — «Те же и Скотинин», Галерея XL, Москва.
- 1994 — «Я люблю Горби», Галерея Гельмана, Москва.
- 1992 — «Пятачок делает подарки», Галерея Риджина, Москва.[11]
- 1989 — «Предчувствие несвободы», Дворец молодёжи, Москва.
- 1989 — «Моя семья или природа совершенна», Галерея Гельмана. Москва.
- 1988 — «Парадокс как метод», выставочный зал Севастопольского района, Москва.

## Избранные групповые выставки

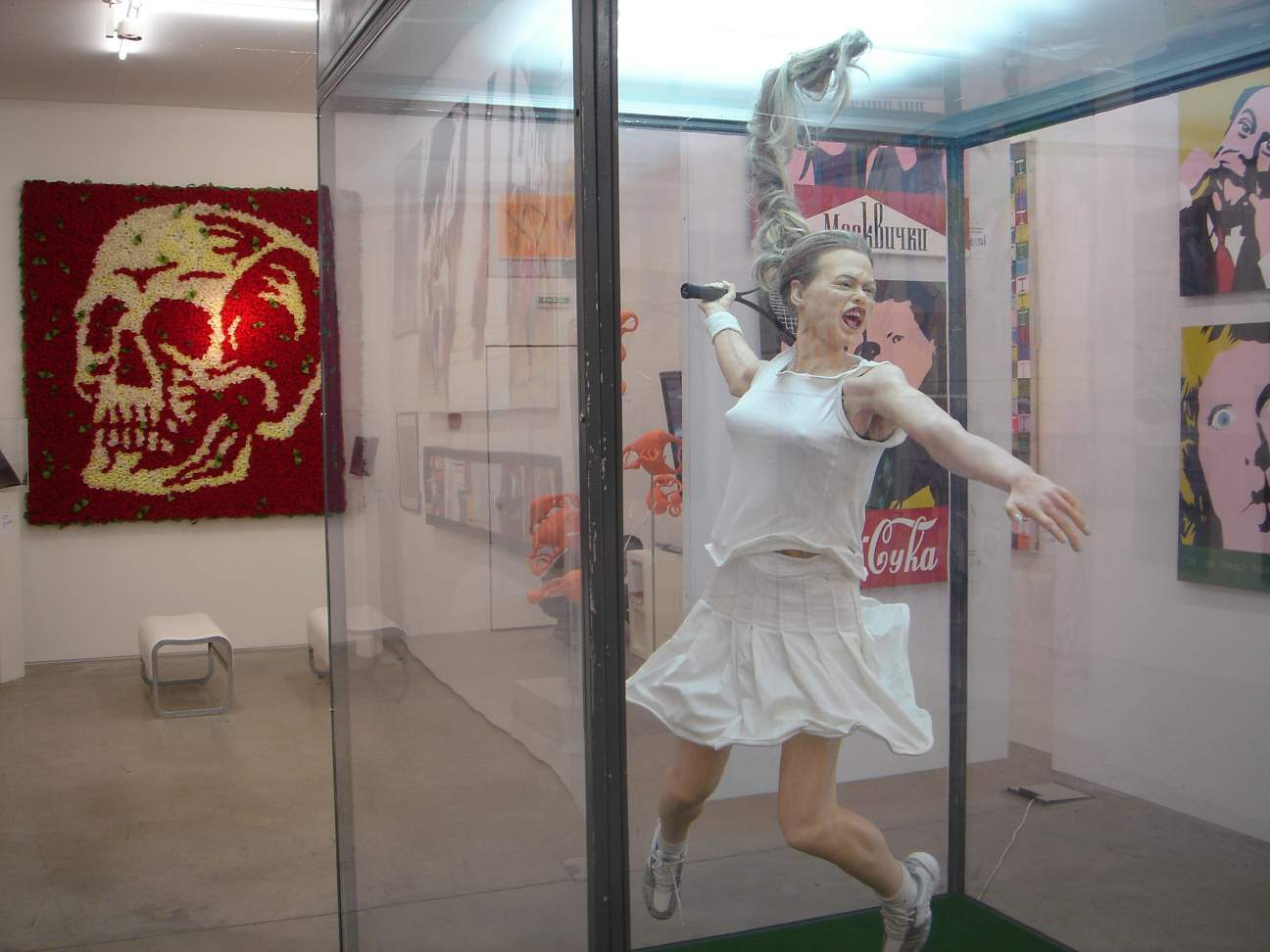
«Теннисистка» в музее ART4.RU

- 2015 — Pussy Riot and the Cossacks. Institut Supérieur des Beaux Arts de Besançon/Franche-Comté. Безансон, Франция
- 2014—2015 — Post Pop: East meets West. Saatchi Gallery, Лондон, Великобритания
- 2014 — Драгоценнаяоправа. Картина и рама. Диалоги. Государственная Третьяковская галерея, Инженерный корпус, Москва
- 2014 — GELITIN. DIETUSOVKARUNDE. Государственная галерея на Солянке, Москва
- 2014 — В поисках горизонта. Латвийский музей истории железной дороги, Рига, Латвия
- 2014 — Transition and Transition. Josip Vaništa, Oleg Kulik, Blue Noses. Ludwig Museum — Музей современного искусства, Будапешт, Венгрия
- 2013 — Команда, без которой мне не жить. Галерея Риджина, Москва, Россия
- 2013 — Artist in Society. Галерея Rabouan Moussion, Париж, Франция
- 2013 — Трудности перевода. Параллельная программа 55-й Венецианской биеннале. Ca’Foscari Esposizioni, Венеция, Италия
- 2012 −2013 —FLUIDENTITETI. Podgorica Collection for the Ars Aevi Museum. Art Gallery of Bosnia and Herzegovina, Сараево, Босния и Герцеговина
- 2012 — В ПОЛНОМ БЕСПОРЯДКЕ. Русское современное искусство. Премия Кандинского 2007—2012. Центр Искусств Arts Santa Monica, Барселона, Испания
- 2012 — With Criminal Energy — Art and Crime in the 21st Century. HALLE 14, Лейпциг — ACC Galerie Weimar, Веймар
- 2012 — La Peau de l’Ours. Галерея Rabouan Moussion, Париж, Франция
- 2012 — Лучшие времена, худшие времена — Возрождение и Апокалипсис в современном искусстве. Первая Киевская международная биеннале современного искусства ARSENALE 2012. Мыстецкий Арсенал, Киев, Украина
- 2011 — GLASSTRESS 2011. В рамках параллельной программы 54й Венецианской биеннале. Венецианский институт науки, литературы и искусства, Палаццо Кавалли-Франкетти; Центр современного искусства и стекла Беренго; Wake Forest University, Casa Artom, Венеция, Италия
- 2011 — Surreal Versus Surrealism in Contemporary Art, IVAM, Валенсия, Испания
- 2011 — Art Paris. Париж (стенд галереи Rabouan Moussion), Франция
- 2011 — Arte Fiera. Болонья (стенд галереи Pack)
- 2011 — Russian Turbulence (curated by Etienne Macret). Charles Riva Collection. Брюссель, Бельгия
- 2010 — День открытых дверей. Особняк — гимназия — клиника — музей. Московский музей современного искусства. Москва, Россия
- 2009 — Общая история и её частный опыт. Museum auf Abruf (MUSA). Вена, Австрия
- 2009 — История Российского видеоарта. Том 2. Московский музей современного искусства. Москва, Россия
- 2007 — Соц-арт. Политическое искусство в России и Китае. Спецпроект 2-й Московской биеннале современного искусства. Государственная Третьяковская галерея на Крымском валу. Москва, Россия
- 2007 — Дневник художника. Спецпроект 2-й Московской биеннале современного искусства. ЦДХ. Москва, Россия
- 2006 — Стимул и риск. Museum Haus fur Kunst Uri. Альтдорф, Швейцария
- 2006 — Происхождение видов: Искусство в эпоху социального дарвинизма. The Museum of Modern Art. Тойама, Япония
- 2006 — Видеоинсталляции Олега Кулика. Перформансы. Center for Contemporary Art Ujazdowski Castle. Варшава, Польша — CCA. Киев, Украина — Любляна, Словения — Государственная Третьяковская галерея на Крымском валу. Москва, Россия
- 2005—2006 — RUSSIA! Solomon R. Guggenheim Museum. Нью-Йорк, США — Solomon R. Guggenheim Museum. Бильбао, Испания
- 2005 — Россия-2. Специальный проект 1-й Московская биеннале современного искусства. Центральный Дом художника. Москва, Россия
- 2005 — Сообщники. Коллективные и интерактивные произведения в русском искусстве 1960—2000-х годов. Специальный проект 1-й Московская биеннале современного искусства. Государственная Третьяковская галерея. Москва, Россия
- 2005 — STARZ. Специальный проект 1-й Московская биеннале современного искусства. Московский музей современного искусства (филиал). Москва, Россия
- 2005 — Always a Little Further (главная выставка 51-й Венецианской биеннале). Arsenale. Венеция, Италия
- 2005 — Русский поп-арт. Государственная Третьяковская галерея. Москва, Россия
- 2005 — Angels of History. Museum van Hedendaagse Kunst. Антверпен, Бельгия
- 2004 — НА КУРОРТ! Современное искусство России сегодня. Kunsthalle. Баден-Баден, Германия — ГВЗ «Новый Манеж». Москва, Россия
- 2004 — Se Opp! Kunst fra Moskva og St. Petersburg. Museet for Samtidkunst. Осло, Норвегия
- 2004 — FIAC, Париж, ярмарка современного искусства. Стенд Галереи Гельмана
- 2003 — Международный месяц фотографии, Москва
- 2003 — Live Culture, Tate Modern, Лондон
- 2003 — Horizons of Reality, Muhka, Антверпен
- 2003 — Lozung/Message, ГРМ, Санкт-Петербург
- 2003 — The Ideal City, II Bienniale de Valencia, Валенсия
- 2003 — Absolute Generation/ Absolut vodka, 50 Venice bienniale, Palace Zenobio, Венеция
- 2003 — Moscow — Berlin, Martin-Gropius-Bau, Берлин
- 2002 — Moscow: paradise. Krinzinger Projekte, Вена
- 2002 — Le Tribu dell’arte. Городской музей современного искусства, Рим
- 2002 — Under the Skin, Lehmbruck Museum, Duisburg
- 2002 — IY Cetinjski biennale, Museum of History and Arts, Цетина (Черногория)
- 2002 — The Russian Patient, Freud Museum, Лондон
- 2002 — «Davaj!»: Russian Art Now, Postfuhrant, Берлин; MAK, Вена
- 2002 — Socialais exhibicionisms, Латвийский Музей Фотографии, Рига
- 2001 — 49 Venice bienniale. Yugoslavian Pavillion, Венеция
- 2001 — The Body & Sin (art is the vertue of communication). I Bienal de Valencia, Валенсия
- 2000 — L’Autre moitie de l’Europe, Jeu de Paumpe, Париж
- 2000 — Performing Bodies, Tate Modern, Лондон
- 2000 — Nordic, Baltic and Russian photography, Finish Museum of Photography (Cable Factory), Хельсинки
- 2000 — Herausforderung Tier — von Beuys bis Kabakov (Animal Challenge), Stadtlische Galerie Karlsruhe, Карслух
- 1999 — Fauna; State CCA, Москва
- 1999 — Locally Interested, Национальная галерея зарубежного искусства, София
- 1999 — After the Wall, Modern Museum, Стокгольм
- 1998 — Международный месяц фотографии II, Москва
- 1998 — L’Arte dans le monde, Passage de Retz, Париж
- 1998 — Medialization; Edsvik konst och kultur, Стокгольм
- 1998 — Public Interest; Central House of Artists, Киев
- 1998 — Summer exhibition; Museum van Hedendaagse Kunst, Гент
- 1998 — Flesh and Fall; Gallery Art Kiosk, Брюссель
- 1998 — Body and The East; Moderna Galerija, Любляна
- 1998 — Group Show; Frac Des Pays De La Loire, Нант

## Экспозиционные проекты (выборочно)
- 1992 — Фестиваль инсталляции «Анималистские проекты»
- 1992 — «Апология застенчивости, или Искусство из первых рук»
- 1992 — «О прозрачности», д. Зименки Московской области.
- 1991 — «Ню на фоне соц-арта», Галерея «Риджина»
- 1991 — «Окрестнооти галереи „Риджина-Арт“. А. Монастырский», галерея «Риджина»
- 1991 — «День знаний», галерея «Риджина»
- 1991 — «Самостоятельное искусство: О. Голосий», ЦДХ, Москва
- 1991 — «Барак. А.Петров», Дом кино, Москва
- 1991 — «Следы на подиуме», Галерея «Риджина»
- 1990 — «Логика парадокса», Дворец молодёжи, Москва
- 1990 — «Традиции русской живописи», Музей истории Москвы
- 1990 — «Наталия Турнова», галерея «Риджина»
- 1990 — «Женственность и власть», ЦДРИ, Москва
- 1990 — «От инкубы до инс~жтнции», Дворец искусств, Минск

## Акции и перформансы
- 1995 20 июня — «Alter Aegis» (совместно с А.Тобашовым), ЦСИ, Москва
- 1995 27 июня — «С вами я зверь», Политехнический музей, Москва
- 1995 16 июля — «Человек с политическим лицом» (совместно с А.Тобашовым), Тверская улица, Москва
- 1995 23 июля — «Опыты зооцентризма», Московский зоопарк
- 1994 15 сентября — «Новая проповедь», Даниловский рынок Москва
- 1994 23 октября — «Свобода выбора», Патриаршие пруды, Москва
- 1994 25 ноября — «Бешеный пёс, или последнее табу, охраняемое одиноким Цербером» (совместно с А. Бренером), Галерея Гельмана, Москва
- 1994 25 декабря — «Твой депутат — Кулик», ночной клуб «Пилот», Москва
- 1994 30 марта — «Reservoir Dog», Кунстхауз, Цюрих